# Taygetis salvini
Taygetis salvini är en fjärilsart som beskrevs av Otto Staudinger 1888. Taygetis salvini ingår i släktet Taygetis och familjen praktfjärilar. Inga underarter finns listade i Catalogue of Life.